# Aotus boliviensis

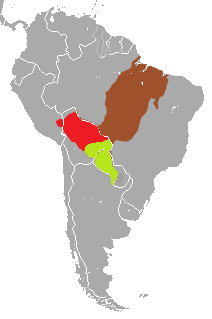
Área de distribución del mono nocturno boliviano
Mono nocturno brasileño
Mono nocturno de Azara

El mono nocturno boliviano (Aotus boliviensis) es una especie de primate de la familia de los monos nocturnos (Aotidae) que se encuentra en el norte y centro de Bolivia y en una pequeña región del sureste del Perú. El área de distribución de la especie se limita al este por el río Guaporé, al norte por el río Madre de Dios y el río Inambari, al oeste por la cadena de los Andes y al sur por el extenso humedal Bañados de Izozog.

## Características
Los monos de esta especie son relativamente pequeños, alcanzando un peso promedio de 1,2 kg.  En comparación con el mono nocturno de Azara (Aotus azarae), con el que está estrechamente relacionado, el pelaje del mono nocturno de Bolivia es relativamente corto. Tiene un color oliva en el dorso y gris en la parte exterior de los brazos y las piernas. Con la excepción de la franja de la frente, que se ensancha hacia arriba, las marcas faciales negras son muy estrechas. Entre los hombros, los monos tienen una llamativa espiral de pelo.

## Hábitat y forma de vida
El mono nocturno de Bolivia se encuentra en los bosques primarios húmedos tropicales y bosques secundarios, tanto de tierra firme como de várzea, y también puede sobrevivir en bosques fragmentados por la tala. En la parte oriental de los Andes vive hasta una altitud de 1.250 a 2.000 metros sobre el nivel del mar. Al igual que otros monos nocturnos, es principalmente crepuscular y nocturno y se alimenta principalmente de frutos, así como de hojas e insectos. Los monos nocturnos de Bolivia son monógamos y viven en pequeños grupos familiares formados por 2 a 5 individuos, formados por una pareja y crías de diferentes edades. Los grupos familiares viven en pequeños territorios de pocas hectáreas que se superponen con las serranías de grupos vecinos. Las hembras suelen dar a luz una sola cría cada 8 a 10 meses, que es cuidada principalmente por el padre después del nacimiento.

## Sistemática
El mono nocturno de Bolivia fue descrito por primera vez en 1907 por el zoólogo estadounidense Daniel Giraud Elliot. Durante mucho tiempo se consideró una subespecie del mono nocturno de Azara (Aotus azarae) y solo se le otorgó el estatus de especie independiente en febrero de 2022 como parte de un estudio sobre la sistemática y biogeografía de los monos nocturnos. Dentro de los monos nocturnos, el mono nocturno de Bolivia pertenece al grupo de especies del sur, que solo se dividió en diferentes especies en el Pleistoceno.

## Amenazas
La Unión Internacional para la Conservación de la Naturaleza (UICN) no puede proporcionar ninguna información sobre un posible peligro de extinción del mono nocturno de Bolivia, debido a que hay muy pocos datos. Al igual que muchas otras especies de monos sudamericanos, la deforestación para obtener tierras de cultivo o de pastoreo, los incendios forestales y la minería afectan actualmente el hábitat de la especie. Ocasionalmente, se dispara a animales individuales para obtener carne de animales silvestres o se capturan para tenerlos como mascotas.